# Palazzo Re Enzo

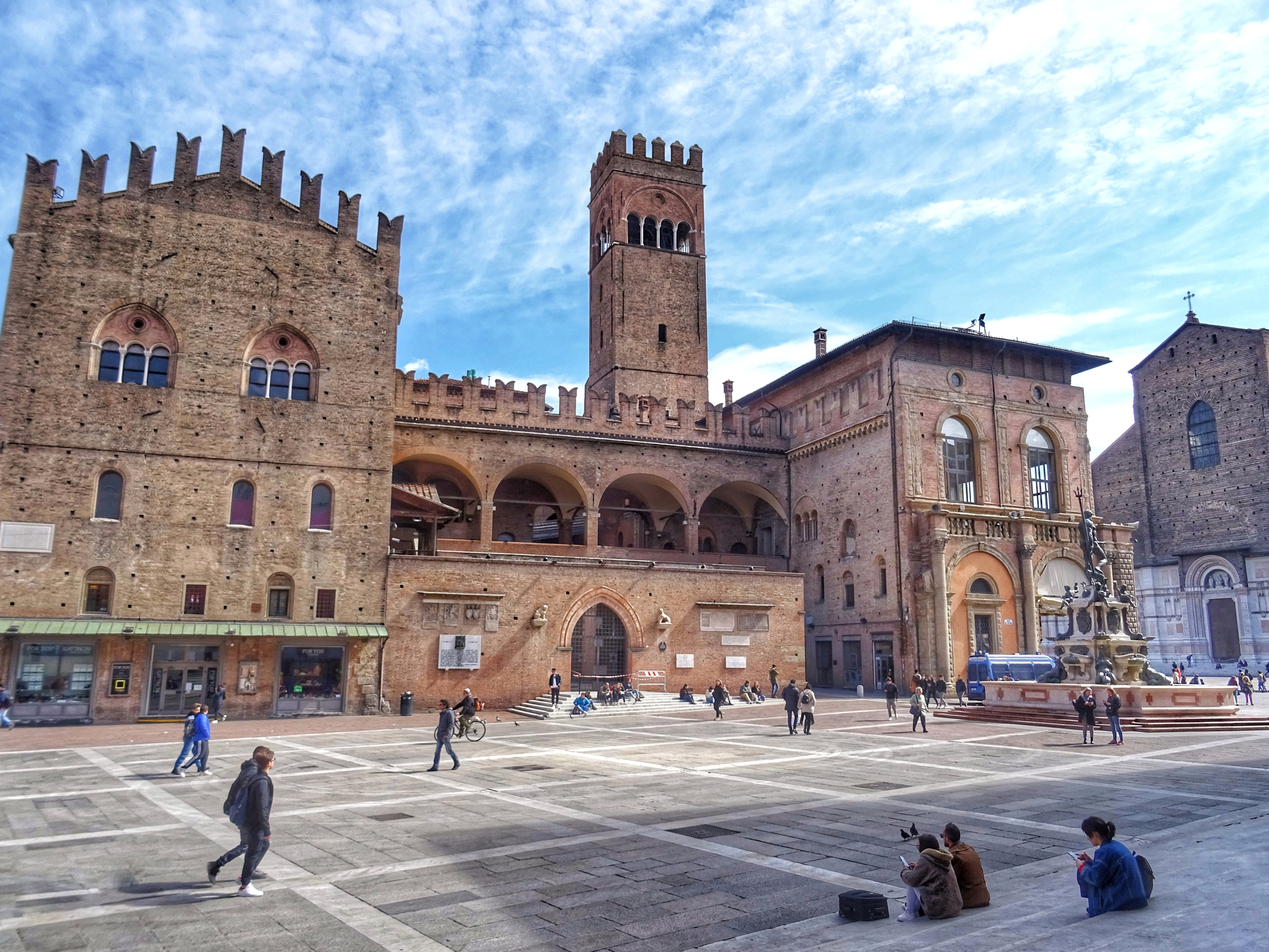
Palazzo Re Enzo

Der Palazzo Re Enzo (Palast des Königs Enzio, dt.: „Heinz“) ist ein Palast aus dem 13. Jahrhundert in der italienischen Stadt Bologna.
Das Bauwerk wurde 1245 als Anbau der Gemeindepaläste vom Palazzo del Podestà errichtet und aus diesem Grund ursprünglich Palatium Novum genannt. Da König Enzio dort ab 1249 bis zu seinem Lebensende gefangen gehalten wurde, wurde dessen Name auf das Bauwerk übertragen.

## Das Bauwerk

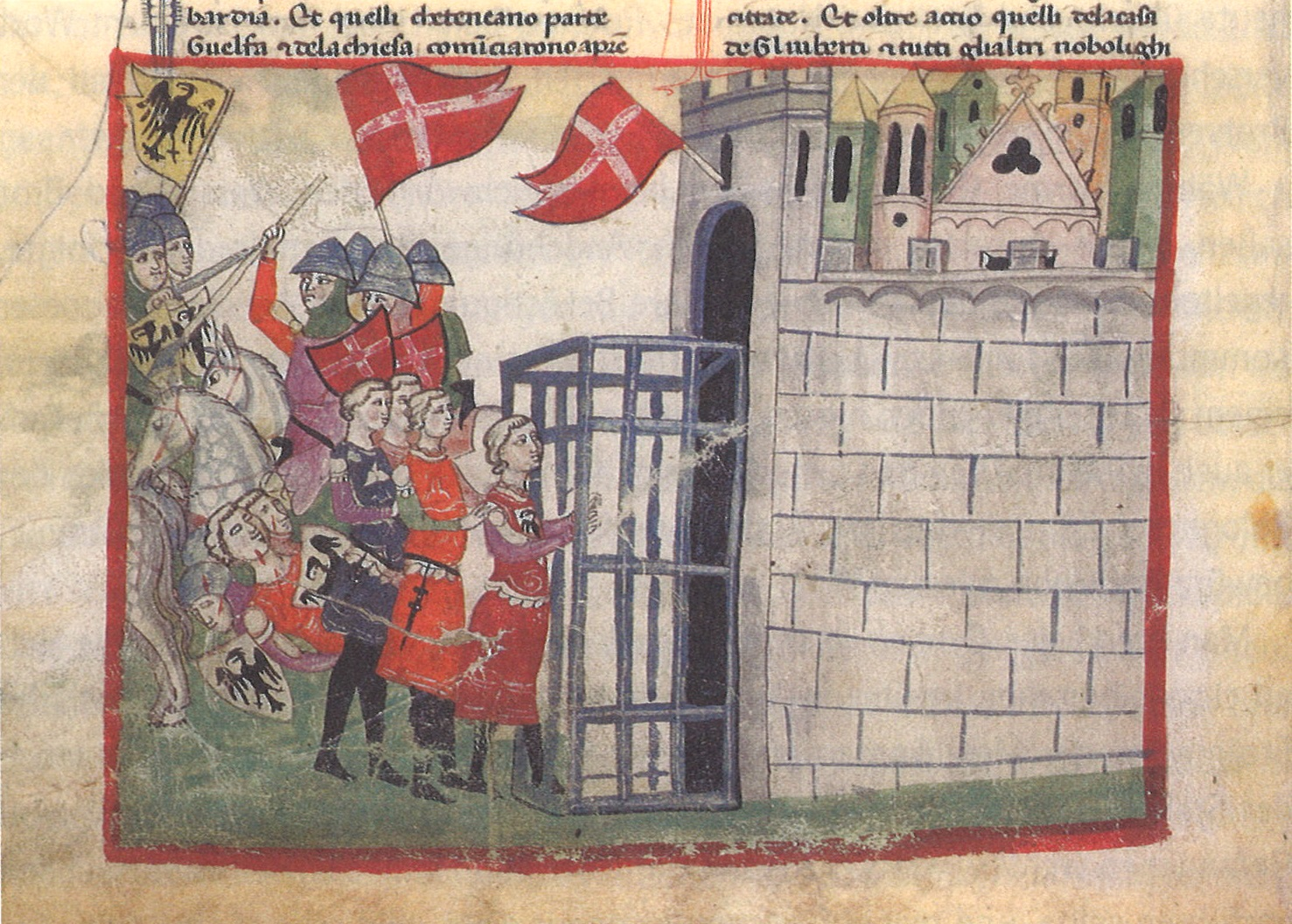
Nach der Schlacht bei Fossalta im Jahre 1249 wird der gefangene König Enzo von Sardinien in Bologna in einen Eisenkäfig gesperrt. Giovanni Villani, Nouva Cronica, 14. Jahrhundert.

Drei Jahre nach seinem Bau wurde der Palast zum Gefängnis für König Enzio von Sardinien (it. Re Enzo), den Sohn des Kaisers Friedrich II., der in der Schlacht bei Fossalta im Jahre 1249 gefangen genommen wurde. Enzio wurde einige Tage lang im Schloss von Anzola dell’Emilia eingesperrt und danach nach Bologna versetzt. Enzio blieb als Häftling in der Stadt bis zu seinem Tode im Jahre 1272. Antonio di Vincenzo ließ 1386 den Sala del Trecento (Saal der Dreihundert) errichten, die in späterer Zeit in ein Stadtarchiv verwandelt wurde, während die letzte Etage 1771 von Giovanni Giacomo Dotti gründlich renoviert wurde. Schließlich renovierte 1905 Alfonso Rubbiani die Fassaden des Bauwerks nach dem ursprünglichen gotischen Stil. Rechts vom Palast ist der Zugang zur Kapelle Santa Maria dei Carcerati (Heilige Maria der Häftlinge), wo die zum Tode verurteilten Häftlinge vor der Hinrichtung ihre letzten Gebete aufsagten. Im Erdgeschoss wurden der Carroccio und die Kriegswagen aufbewahrt, im Zwischengeschoss lagen die Büros des Pretore, der das höchste Richteramt im mittelalterlichen Italien ausübte, und eine weitere kleine Kapelle, die später in ein Notararchiv (Archivio Notarile) ausgebaut wurde. Die Außenfassaden des Palastes, die auf die Piazza Nettuno, die Via Rizzoli und die Piazza Maggiore hinausliegen, sind mit je unterschiedlichen Bossen ausgeschmückt. Sie wurden 2003 renoviert.

## Die Legenden über Re Enzo

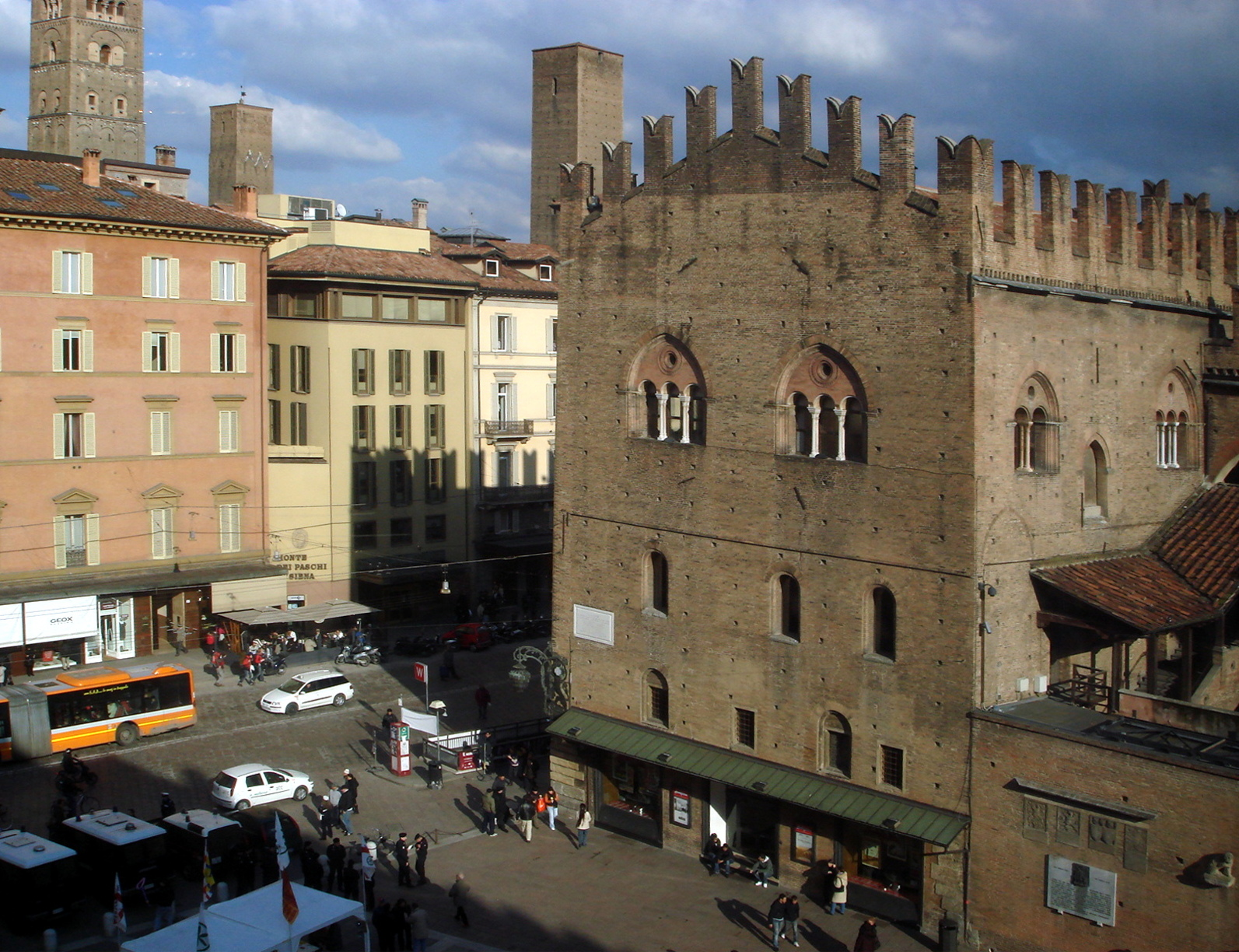
Palazzo Re Enzo

Zahlreich sind die Legenden über die Gefangennahme und die Haftzeit von König Enzio von Sardinien, die durch die Zeit von den Chronisten übertragen wurden. Es wird von einer ersten fehlgeschlagenen Flucht aus dem Schloss von Anzola dell’Emilia berichtet, die versucht wurde, noch ehe der König nach Bologna versetzt wurde. Für seinen Sohn bot Kaiser Friedrich danach der Stadt Bologna solch ein riesiges Lösegeld an, dass man damit neue Stadtmauern hätte errichten können, jedoch weigerten sich die Bologneser, es zu akzeptieren. Nach anderen Quellen habe der König am Tag seine Haftzeit zusammen mit anderen Insassen verbracht und in der Nacht sei er in einem an der Decke hängenden Eisenkäfig eingesperrt gewesen, aus dem er ständig überwacht wurde. Die Verwaltung erlaubte Enzio, von Frauen besucht zu werden. In seinem Vermächtnis erkannte Enzio drei leibliche Töchter an, obwohl er der Legende nach auch einen Sohn mit einer armen Bäuerin, Lucia di Viadagola, bekommen haben soll. Das Kind soll Bentivoglio genannt worden sein, nach den Worten, die der König seiner Geliebten oft eingeflüstert habe: Amore mio, ben ti voglio (Liebling, ich habe dich lieb). Dieser Sohn soll das Oberhaupt der italienischen Adelsfamilie Bentivoglio gewesen sein, die in den folgenden Jahrhunderten über die Stadt regierte. Der König soll auch zu fliehen versucht haben. Dazu war er versteckt in einer Weinkiste, aber eine alte Frau soll ihn an seinen langen blonden Haaren, die aus dem Deckel hinausgehangen haben sollen, erkannt haben. Nach 23 Jahren Haftzeit starb der König und wurde nach seinem Wunsch in der Basilica San Domenico begraben. Seine leiblichen Überreste ruhen noch da.